# Гринбуш (Минесота)
Гринбуш (енгл. Greenbush) град је у америчкој савезној држави Минесота.

## Демографија
По попису из 2010. године број становника је 719, што је 65 (-8,3%) становника мање него 2000. године.
| Група             | 2000.       | 2010.       |
| Белци             | 775 (98,9%) | 694 (96,5%) |
| Афроамериканци    | 3 (0,4%)    | 4 (0,6%)    |
| Азијати           | 1 (0,1%)    | 1 (0,1%)    |
| Хиспаноамериканци | 1 (0,1%)    | 11 (1,5%)   |
| Укупно            | 784         | 719         |